# 鹿妻站

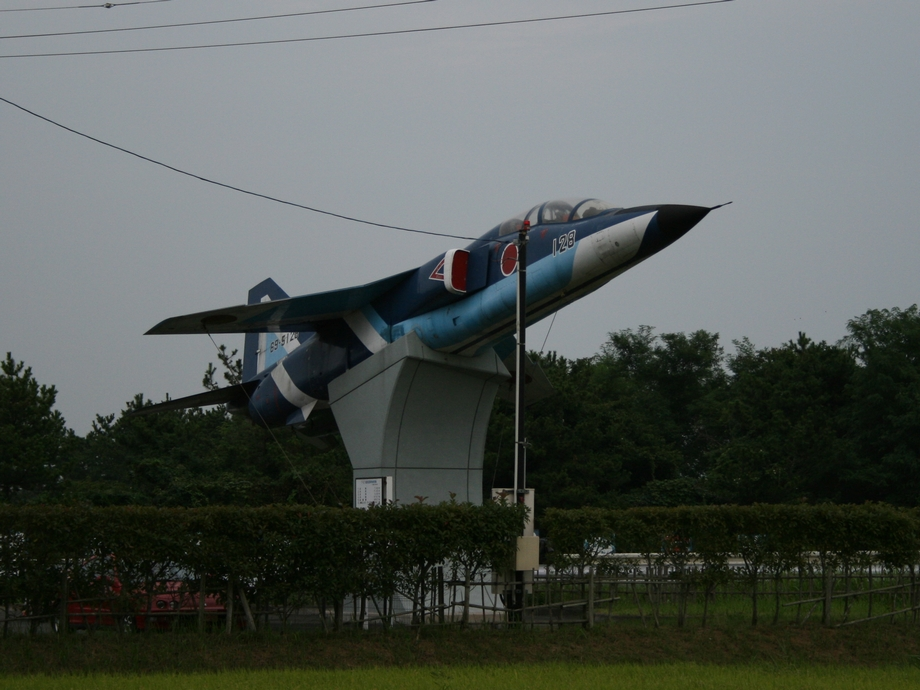
放置於車站廣場外圍的T-2教練機第128號機。

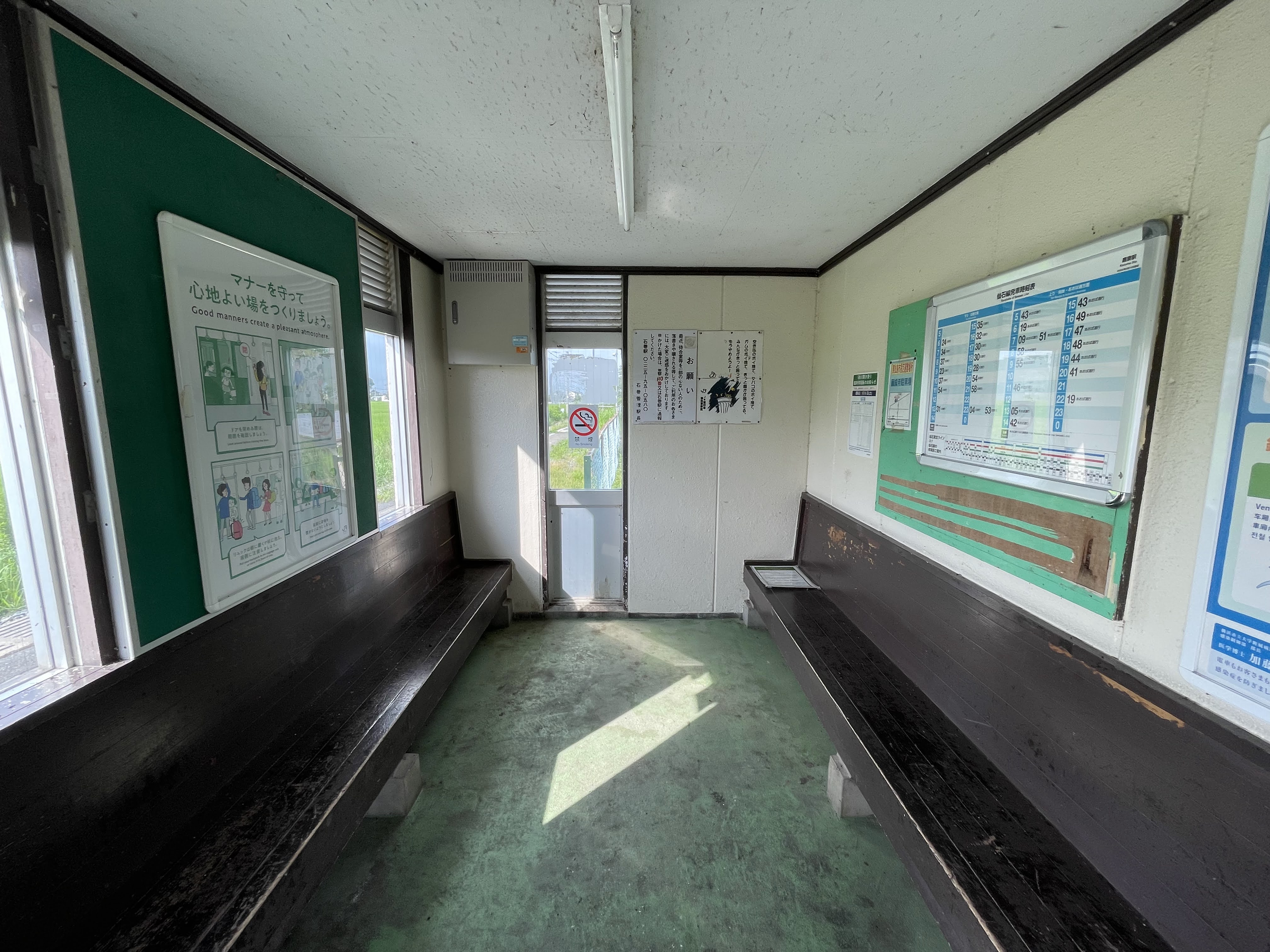
候車室内（2022年7月）

鹿妻站（日语：／ Kazuma eki */?）是位於日本東松島市，隸屬於東日本旅客鐵道（JR東日本）的鐵路車站。現時隷屬於仙石線，為無人車站，並由矢本站管理。
因本站距離航空自衛隊松島基地十分接近，因此在車站廣場外放置一部由基地藍色衝擊波飛行表演隊送贈的T-2教練機作為展示。車站前端亦放置1座八鹿舞蹈像（八ッ鹿踊り），以紀念自江戶時代便在當地盛行的「鹿妻鹿踊」舞蹈。
本站在2011年的東北地方太平洋沖地震中並未有受到破壞，不過因鄰站陸前小野的損壞較多，且本站一直以來的使用量並不多，又處於單線區域，因此與陸前小野站一同休業1年，直至2012年3月17日隨陸前小野站新站舍竣工，由石卷開出的列車伸延至陸前小野後才重新營業。2015年5月30日，仙石線全線復修完成，原來服務亦恢復正常。

## 車站結構

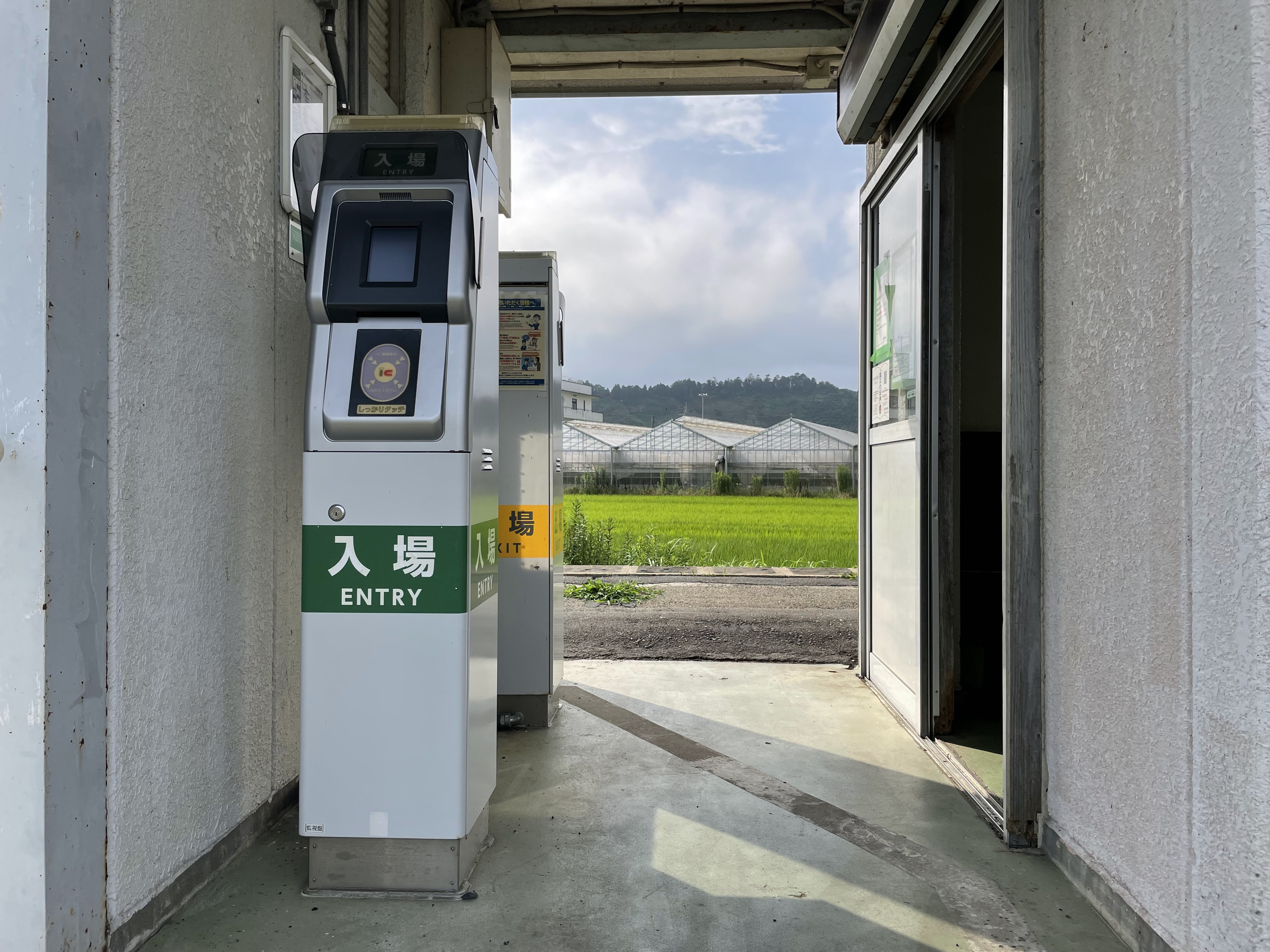
驗票口（2022年7月）

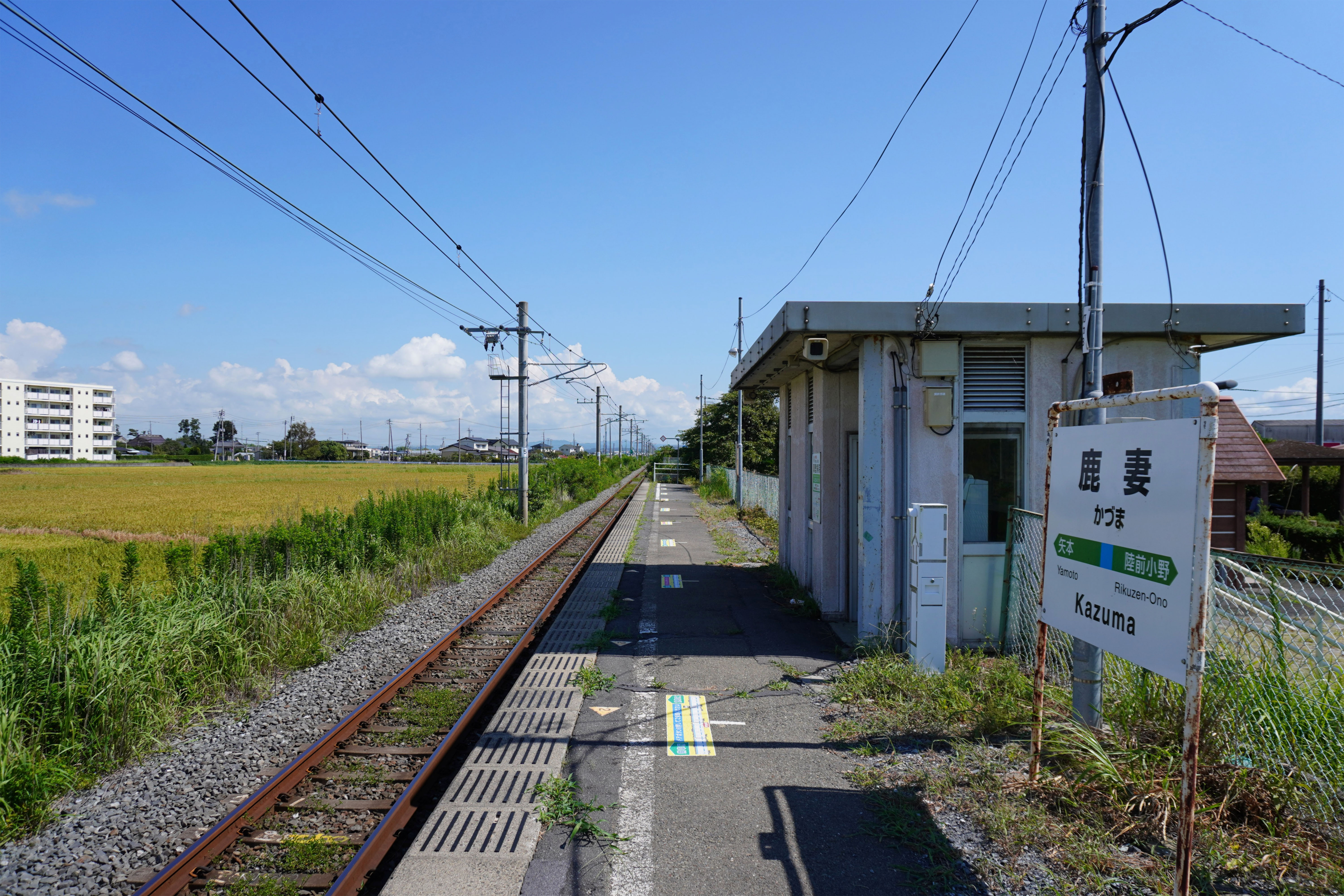
月台（2023年8月）

本站採用簡易車站模式運作，在月台出入口前興建1座以水泥建成的簡易站房。左側為連接開放式閘口及車站正門的自由通道，並裝有對應出、入閘用的簡易式Suica感應器，右側設置了1間候車室，室內只裝設乘車站證明書發行機1部及數張候車座椅。站房右邊為單車停泊場，以及1座附有大型時鐘的公眾洗手間。
本站只設有側式月台1座，為列車不可交換的車站，整個月台為全露天設計，有效長度為4輛。列車進站時往石卷方向為右側上落；往仙台方向為左側上落。

## 歷史
- 1929年6月1日：宮城電氣鐵道（日语：宮城電気鉄道）鹿妻站開業。
- 1944年5月1日：宮城電氣鐵道國有化，改為日本國有鐵道車站。
- 1945年6月10日：車站休止。
- 1946年6月10日：車站重開。
- 1958年10月1日：無人化[2]。
- 1987年4月1日：國鐵分割民營化、車站由JR東日本繼承。
- 2003年10月26日：可使用IC卡「Suica」。
- 2007年4月1日：委託「奥松島公社」負責車票事宜。
- 2011年3月11日：東北地方太平洋沖地震，受海嘯影響而暫停營業。
- 2012年：

- 3月17日：陸前小野～矢本間重開而恢復營業。

## 相鄰車站
東日本旅客鐵道
■仙石線
□特別快速、■快速（紅快速）、■快速（綠快速）（※以上為仙石東北線系統）
通過
■普通
陸前小野－鹿妻－矢本
- 2015年5月30日開始運行的仙石東北線列車不停靠。

## 外部連結
- JR東日本鹿妻站官方網頁（页面存档备份，存于） （日語）